# Scena ciszy
Scena ciszy (ang. The Look of Silence) – film dokumentalny z 2014 roku w reżyserii Joshui Oppenheimera, zrealizowany w międzynarodowej koprodukcji w języku indonezyjskim. Kontynuacja Sceny zbrodni (2012).
Światowa premiera filmu miała miejsce 28 sierpnia 2014 roku w konkursie głównym podczas 71. MFF w Wenecji, gdzie obraz zdobył Nagrodę Specjalną Jury.
Następnie film został zaprezentowany na międzynarodowych festiwalach filmowych m.in. w Toronto, Nowym Jorku, Berlinie, Hongkongu i Moskwie. Obraz był nominowany do Oscara za najlepszy pełnometrażowy film dokumentalny.
Polska premiera filmu nastąpiła 8 maja 2015 roku, podczas 12. Festiwalu Filmowego Docs Against Gravity w Warszawie. Do ogólnopolskiej dystrybucji obraz wszedł 26 kwietnia 2016 roku.

## Nagrody i nominacje
71. MFF w Wenecji
- nagroda: Wielka Nagroda Jury − Joshua Oppenheimer
- nagroda: Human Rights Film Network Award − Joshua Oppenheimer
- nagroda: Golden Mouse − Joshua Oppenheimer
- nagroda: Fedeora Award − Joshua Oppenheimer
- nagroda: Nagroda FIPRESCI − Joshua Oppenheimer
- nominacja: Złoty Lew − Joshua Oppenheimer

20. ceremonia wręczenia Satelitów
- nagroda: najlepszy film dokumentalny − Joshua Oppenheimer

31. ceremonia wręczenia Independent Spirit Awards
- nominacja: najlepszy film dokumentalny − Joshua Oppenheimer

28. ceremonia wręczenia Europejskich Nagród Filmowych
- nominacja: Najlepszy Europejski Film Dokumentalny – Prix ARTE − Joshua Oppenheimer